# Герб Любеча
Селище Любеч входить до Ріпкинського району Чернігівської області. Затверджений в 2007 р. рішенням сесії селищної ради.

## Опис
У щиті, перетятому лазуровим і зеленим, срібна хвиляста балка. У першій частині золота дерев'яна фортечна стіна з трьома такими ж вежами, середня вище. У другій частині два золотих пернача, покладені в косий хрест, супроводжувані знизу срібними літерами "882".

## Історичні герби Любеча
Історичний герб Любеча (1719): «Хрест із розширеними перекладинами, над ним шестипроменева зірка».
Герб Любеча (1742): «У червоному полі геральдична решітка»
В 1997 був затверджений герб. В лазуровому щиті зелений перев'яз справа, обтяжений трьома срібними давньоруськими шоломами вліво, супроводжуваний вгорі золотим православним хрестом, внизу золотим якорем.

## Галерея

Герб Любеча (1719)
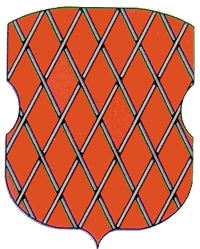
Герб Любеча (1742)
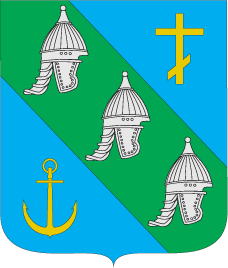
Герб Любеча (1997-2007рр.)